# Municipio de Hudson (condado de Charlevoix)
El municipio de Hudson (en inglés: Hudson Township) es un municipio ubicado en el condado de Charlevoix en el estado estadounidense de Míchigan. En el año 2010 tenía una población de 691 habitantes y una densidad poblacional de 7,52 personas por km².

## Geografía
El municipio de Hudson se encuentra ubicado en las coordenadas 45°9′29″N 84°48′0″O / 45.15806, -84.80000. Según la Oficina del Censo de los Estados Unidos, el municipio tiene una superficie total de 91.87 km², de la cual 88,86 km² corresponden a tierra firme y (3,28 %) 3,02 km² es agua.

## Demografía
Según el censo de 2010, había 691 personas residiendo en el municipio de Hudson. La densidad de población era de 7,52 hab./km². De los 691 habitantes, el municipio de Hudson estaba compuesto por el 95,66 % blancos, el 0,14 % eran afroamericanos, el 1,16 % eran amerindios, el 0,72 % eran asiáticos y el 2,32 % eran de una mezcla de razas. Del total de la población el 0,14 % eran hispanos o latinos de cualquier raza.